# Водосховища Закарпатської області
Водосховища Закарпатської області — водосховища, які розташовані на території Закарпатської області (в адміністративних районах і басейнах річок).
На території Закарпатської області налічується — 9 водосховищ, загальною площею понад — 1212 га, з повним об'ємом — 40,6 млн м³.

## Загальна характеристика
Територія Закарпатської області становить 12,8 тис. км² (2,1 % площі України).
Вона розташована в басейні Дунаю (р. Тиси — лівої притоки Дунаю).
Гідрографічна мережа Закарпатської області включає велику річку Тису (довжина в межах області — 201 км), яка на території Сербії впадає в Дунай, а також середні річки — Латориця та Уж.
В області функціонує 9 водосховищ, з повним об'ємом 40,6 млн м³, з яких лише одне — Вільшанське водосховище (Теребле-Ріцької ГЕС) — має об'єм понад 10 млн м³ (його довжина понад 10 км, середня глибина близько 8,0 м). Інші водосховища області належать до малих.
Вісім водосховищ мають комплексне призначення — сезонне регулювання стоку та риборозведення, з них 4 — на осушувальній системі «Чорний Мочар» — здійснюють короткострокове регулювання стоку при паводках.
Одне водосховище — Вільшанське (водосховище Теребле-Ріцької ГЕС) на р. Теребля біля с. Вільшани (Хустський район) — має енергетичне призначення. Вода з нього подається по водоводу (3,6 км) через Бовцарський хребет у р. Ріку, де використовується Теребле-Ріцькою ГЕС, потужність якої становить 27 тис. кВт.

## Наявність водосховищ у межах адміністративно-територіальних районів Закарпатської області[1]
| Район, місто        | Кількість вдсх, шт. | Площа вдсх, га | Об'єм вдсх — повний, млн м³ | Об'єм вдсх — корисний, млн м³ | В оренді, шт. | В оренді, га |
| ------------------- | ------------------- | -------------- | --------------------------- | ----------------------------- | ------------- | ------------ |
| Берегівський        | -*                  | -              | -                           | -                             | -             | -            |
| Великоберезнянський | -                   | -              | -                           | -                             | -             | -            |
| Виноградівський     | 1                   | 176            | 2,1                         | 1,2                           | 1             | 176          |
| Воловецький         | -                   | -              | -                           | -                             | -             | -            |
| Іршавський          | 1                   | 246            | 3,7                         | 2,9                           | 1             | 246          |
| Міжгірський         | -                   | -              | -                           | -                             | -             | -            |
| Мукачівський        | 4                   | 508            | 7,9                         | 6,7                           | 4             | 508          |
| Перечинський        | -                   | -              | -                           | -                             | -             | -            |
| Рахівський          | -                   | -              | -                           | -                             | -             | -            |
| Свалявський         | -                   | -              | -                           | -                             | -             | -            |
| Тячівський          | -                   | -              | -                           | -                             | -             | -            |
| Ужгородський        | 1                   | 62             | 1,4                         | 1,4                           | -**           | -            |
| Хустський           | 2                   | 220            | 25,5                        | 20,5                          | 1             | 65           |
| Разом               | 9                   | 1212           | 40,6                        | 32,7                          | 7             | 995          |

Примітки: -* — немає водосховищ на території району;
-* — немає водосховищ, переданих в оренду.
Серед 9 водосховищ Закарпатської області 7 (78 %) використовуються на умовах оренди.

## Наявність водосховищ у межах основнихрайонів річкових басейнівна території Закарпатської області[1]
| Район річкового басейну | Кількість вдсх, шт. | Площа вдсх, га | Об'єм вдсх — повний, млн м³ | Об'єм вдсх — корисний, млн м³ | В оренді, шт. | В оренді, га |
| ----------------------- | ------------------- | -------------- | --------------------------- | ----------------------------- | ------------- | ------------ |
| Дунаю (р. Тиси)         | 9                   | 1212           | 40,6                        | 32,7                          | 7             | 995          |
| Разом                   | 9                   | 1212           | 40,6                        | 32,7                          | 7             | 995          |

В межах району річкового басейну Дунаю (р. Тиса) розташовано 100 % водосховищ Закарпатської області.

## Наявність водосховищ об'ємом понад 10млн м³ на території Закарпатської області[1]
| Назва водосховища, річки (басейну)                                             | Місцезнаходження вдсх (населений пункт, район) | Площа вдсх, га | Об'єм вдсх — повний, млн м³ | Об'єм вдсх — корисний, млн м³ |
| ------------------------------------------------------------------------------ | ---------------------------------------------- | -------------- | --------------------------- | ----------------------------- |
| Вільшанське водосховище (Теребле-Ріцької ГЕС), р. Теребля (р. Тиса, р. Дунай)* | с. Вільшани (Хустський район)                  | 160            | 23,7                        | 19,0                          |

Примітка: * — у дужках наведено послідовність впадіння річки, на якій розташовано водосховище, у головну річку.